# Ethos
Ethos (grekiska ἔθος - etos, sed, lära), ibland benämnt etos, är ett begrepp inom retoriken som används för att definiera en talares trovärdighet. Ethos syns ofta ihop med uttrycken logos och pathos, retorikens tre grundläggande medel för att övertyga, vilka tillsammans utgör förutsättningen för ett bra tal.
Enligt Aristoteles är det tre saker som väcker tillit till en talare och gör att denne verkar övertygande:
- Förnuft (fronesis)

Man framstår som en intellektuell person.
- Dygd (arete)

Man framstår som en moraliskt god person.
- Välvilja (eunoia)

Man framstår som en person med god tanke gentemot sina medmänniskor.

## Primär- och sekundärethos
I den moderna retoriken har man i samband med att man talar om en persons ethos också börjat att skilja mellan det primära och det sekundära ethos. Ett primärt ethos är något som personen så att säga redan har med sig in i den retoriska situationen. En statsminister, president eller en lärare har till exempel med sig ett redan etablerat ethos ( även kallat initialt ethos) bara utifrån det enkla faktum att han eller hon är just president, statsminister eller lärare. Samtidigt kan detta primära ethos påverkas av många faktorer. Om en president är impopulär i ett land är det mycket möjligt att han eller hon går in i en retorisk situation med ett svagt ethos istället för ett starkt.
När man talar om sekundärethos syftar man på det ethos som en person försöker förmedla och etablera i en given retorisk situation. Det finns givetvis olika metoder för detta och många gånger flyter gränserna mellan ethos-, pathos- och logosargumentation ihop. En talare kan till exempel försöka att stärka sitt ethos genom att visa känslor som empati och medömkan, alltså genom att försöka förmedla pathos till sina åhörare.

## Individuellt ethos
En persons ethos kan referera till en beskrivning av karaktären eller personligheten. "Att ha ett starkt ethos" kan användas om en person med hög moralisk resning med god etik. Det kan också referera till en personlighet som har utstrålning i form av lugn och trygghet.

## En organisations ethos
En organisations ethos menar ofta en kultur eller särprägel hos organisationen. En bra skola vill till exempel ha "en god ethos för eleverna" och ha en "lärande organisation". 
Organisationer kan också bygga upp förtroende i betydelse rättskaffenhet och att ha ett gott rykte.